# Fernando Arias-Salgado y Montalvo
Fernando Arias-Salgado y Montalvo   (Valladolid, 3 de maig de 1938), és un diplomàtic espanyol.

## Biografia
Fill del polític Gabriel Arias-Salgado i germà de Rafael Arias-Salgado, es va llicenciar en Dret per la Universitat Complutense de Madrid el 1960. Cinc anys després ingressà a la carrera diplomàtica.
En anys successius exercí diferents llocs de responsabilitat a l'Administració espanyola, com a representant diplomàtic a l'Organització de les Nacions Unides, subdirector general d'Investigació Científica i Coordinació al Ministeri d'Educació i Ciència (1970) o secretari general tècnic del Ministeri d'Afers Exteriors (1973).
El 1977 fou nomenat director general de l'organisme autònom RTVE, càrrec que exercí fins a 1981.
Després d'abandonar el càrrec a la televisió va reprendre l'activitat diplomàtica, i fou successivament Ambaixador al Regne Unit (1981), Cònsol General a Suïssa, Ambaixador representant permanent d'Espanya davant els organismes internacionals amb seu a Viena, ambaixador d'Espanya a la República de Tunis, a Suïssa i al Marroc (2001).